# Campeonato Sudamericano 1941
El Campeonato Sudamericano de Selecciones Extraordinario 1941 fue la 16.ª edición del Campeonato Sudamericano de Selecciones, competición que posteriormente sería denominada como Copa América y que es el principal torneo internacional de fútbol por selecciones nacionales en América del Sur. Se desarrolló en Chile entre el 2 de febrero y el 4 de marzo de 1941.
El propósito fue celebrar el cuarto centenario de la fundación de Santiago por Pedro de Valdivia. A este certamen se le dio carácter de extraordinario (no hubo trofeo en juego).
Bolivia, Brasil, Colombia y Paraguay no asistieron a esta edición de la Copa.
El máximo artillero fue el argentino Juan Andrés Marvezzi, con 5 conquistas.

## Organización

### Árbitros
- José Bartolomé Macías.
- Alfredo Vargas.
- Aníbal Tejada.
- Víctor Francisco Rivas.

### Sede
| Santiago          |
| ----------------- |
| Estadio Nacional  |
| Capacidad: 48 665 |
|                   |

## Equipos participantes
| Equipos participantes | Equipos participantes | Equipos participantes |
| --------------------- | --------------------- | --------------------- |
| Argentina             | Chile                 | Ecuador               |
| Perú                  | Uruguay               |                       |

## Resultados

### Posiciones
| Selección | Pts. | PJ | PG | PE | PP | GF | GC | Dif. |
| --------- | ---- | -- | -- | -- | -- | -- | -- | ---- |
| Argentina | 8    | 4  | 4  | 0  | 0  | 10 | 2  | +8   |
| Uruguay   | 6    | 4  | 3  | 0  | 1  | 10 | 1  | +9   |
| Chile     | 4    | 4  | 2  | 0  | 2  | 6  | 3  | +3   |
| Perú      | 2    | 4  | 1  | 0  | 3  | 5  | 5  | 0    |
| Ecuador   | 0    | 4  | 0  | 0  | 4  | 1  | 21 | –20  |

### Partidos
| 2 de febrero de 1941 | Chile                                                      | 5:0 (4:0) | Ecuador | Estadio Nacional, Santiago                                                    |                                                                               |
|                      | Toro 10' · Arancibia 15' · Sorrel 18', 78' · Contreras 43' |           |         | Asistencia: 40 000 espectadores Árbitro(s): José Bartolomé Macías (Argentina) | Asistencia: 40 000 espectadores Árbitro(s): José Bartolomé Macías (Argentina) |

| 9 de febrero de 1941 | Uruguay                                                             | 6:0 (4:0) | Ecuador | Estadio Nacional, Santiago                                         |                                                                    |
|                      | Rivero 9', 23', 87' · Gambetta 16' · Porta 39' · Laurido 75' (a.g.) |           |         | Asistencia: 70 000 espectadores Árbitro(s): Alfredo Vargas (Chile) | Asistencia: 70 000 espectadores Árbitro(s): Alfredo Vargas (Chile) |

| 9 de febrero de 1941 | Chile     | 1:0 (1:0) | Perú | Estadio Nacional, Santiago                                                    |                                                                               |
|                      | Pérez 20' |           |      | Asistencia: 70 000 espectadores Árbitro(s): José Bartolomé Macías (Argentina) | Asistencia: 70 000 espectadores Árbitro(s): José Bartolomé Macías (Argentina) |

| 12 de febrero de 1941 | Argentina      | 2:1 (1:0) | Perú         | Estadio Nacional, Santiago                                         |                                                                    |
|                       | Moreno 2', 72' |           | 53' Socarraz | Asistencia: 45 000 espectadores Árbitro(s): Alfredo Vargas (Chile) | Asistencia: 45 000 espectadores Árbitro(s): Alfredo Vargas (Chile) |

| 16 de febrero de 1941 | Argentina                                    | 6:1 (5:0) | Ecuador    | Estadio Nacional, Santiago                                          |                                                                     |
|                       | Marvezzi 3', 17', 28', 39', 59' · Moreno 30' |           | 47' Freire | Asistencia: 70 000 espectadores Árbitro(s): Aníbal Tejada (Uruguay) | Asistencia: 70 000 espectadores Árbitro(s): Aníbal Tejada (Uruguay) |

| 16 de febrero de 1941 | Uruguay                    | 2:0 (1:0) | Chile | Estadio Nacional, Santiago                                                    |                                                                               |
|                       | Cruche 35' · Chirimini 78' |           |       | Asistencia: 70 000 espectadores Árbitro(s): José Bartolomé Macías (Argentina) | Asistencia: 70 000 espectadores Árbitro(s): José Bartolomé Macías (Argentina) |

| 23 de febrero de 1941 | Ecuador | 0:4 (0:3) | Perú                                   | Estadio Nacional, Santiago                                                 |                                                                            |
|                       |         |           | 25', 32', 48' Fernández · 36' Vallejas | Asistencia: 48 000 espectadores Árbitro(s): Víctor Francisco Rivas (Chile) | Asistencia: 48 000 espectadores Árbitro(s): Víctor Francisco Rivas (Chile) |

| 23 de febrero de 1941 | Argentina  | 1:0 (0:0) | Uruguay | Estadio Nacional, Santiago                                         |                                                                    |
|                       | Sastre 53' |           |         | Asistencia: 48 000 espectadores Árbitro(s): Alfredo Vargas (Chile) | Asistencia: 48 000 espectadores Árbitro(s): Alfredo Vargas (Chile) |

| 26 de febrero de 1941 | Uruguay                   | 2:0 (1:0) | Perú | Estadio Nacional, Santiago                                                    |                                                                               |
|                       | Riephoff 37' · Varela 70' |           |      | Asistencia: 20 000 espectadores Árbitro(s): José Bartolomé Macías (Argentina) | Asistencia: 20 000 espectadores Árbitro(s): José Bartolomé Macías (Argentina) |

| 4 de marzo de 1941 | Argentina  | 1:0 (0:0) | Chile | Estadio Nacional, Santiago                                          |                                                                     |
|                    | García 71' |           |       | Asistencia: 70 000 espectadores Árbitro(s): Aníbal Tejada (Uruguay) | Asistencia: 70 000 espectadores Árbitro(s): Aníbal Tejada (Uruguay) |

|                              |
| Bandera de Argentina         |
| Campeón Argentina 6.º título |

### Goleadores

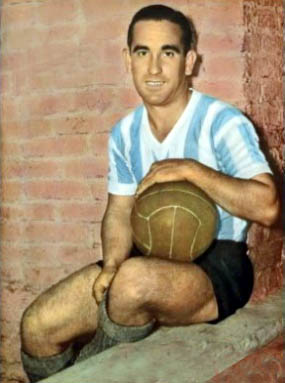
Juan Marvezzi fue el goleador del torneo con 5 goles.

5 goles
- Juan Andrés Marvezzi

3 goles
- José Manuel Moreno
- Teodoro Fernández
- Ismael Rivero

2 goles
- Enrique Sorrel

1 gol
- Enrique García
- Antonio Sastre
- Armando Contreras
- Raúl Toro
- Raúl Enrique Pérez
- César Freire
- César Socarraz
- Manuel Vallejas
- Oscar Chirimini
- Ubaldo Cruche
- Schubert Gambetta
- Obdulio Varela
- Roberto Porta
- Juan Riephoff

Autogol
- Jorge Laurido (ante Uruguay)

### Mejor jugador del torneo
- Sergio Livingstone.[1]